# Jonathan Romero
J(h)onathan Eccehomo Romero Preciado (ur. 14 grudnia 1986 w Cali) – kolumbijski bokser, były mistrz świata IBF  w kategorii superkoguciej.

## Kariera amatorska
W 2006 roku zdobył brązowy medal w wadze koguciej, podczas Igrzysk Ameryki Środkowej i Karaibów.
W 2007 roku startował na mistrzostwach świata w Chicago w wadze koguciej, gdzie doszedł do ćwierćfinału, ulegając na punkty Portorykańczykowi McJoe Arroyo.
W 2008 roku startował na igrzyskach olimpijskich w Pekinie. Odpadł jednak już w 1 walce, przegrywając na punkty z Marokańczykiem Hicham Mesbahi.

## Kariera zawodowa

### Kategoria super kogucia
Jako zawodowiec zadebiutował 15 maja 2009 roku, nokautując w 1 rundzie rodaka Johna Merino.
Do listopada 2011 roku pokonał kolejnych 18 rywali, zdobywając mistrzostwo kraju oraz pas WBO Latino.
2 grudnia 2011 roku zmierzył się w 10 rundowym pojedynku, z Amerykaninem Chrisem Avalosem. Romero już w 1 rundzie znalazł się na deskach, jednak przetrwał kryzys i pojedynek bardzo się wyrównał. Po 10 rundach ciekawego pojedynku, niejednogłośnie na punkty (96-93, 94-95, 95-94) zwyciężył Romero. W następnym pojedynku pokonał jednogłośnie na punkty, na dystanie 8 rund Meksykanina Adolfo Landerosa.
21 września 2012 roku zmierzył się w pojedynku eliminacyjnym IBF z Efrainem Esquiviasem. Kolumbijczyk totalnie zdeklasował rywala, pokonując go jednogłośnie na punkty (119-108, 120-107, 119-108).
16 lutego 2013 roku zmierzył się z Alejandro Lopezem o wakujące mistrzostwo IBF w wadze super koguciej. Romero zwyciężył niejednogłośnie na punkty (112-115, 115-112, 116-111) i zdobył pas. 17 sierpnia 2013 r., Romero przystąpił do pierwszej obrony pasa. Jego rywalem był były mistrz Europy w tej kategorii, Hiszpan Kiko Martínez. Niepokonany Kolumbijczyk był w tej walce zdecydowanym faworytem. Pretendent zupełnie zaskoczył Romero, ruszając do ataku od pierwszej rundy i nie pozwalając na wyrównaną walkę. Po 6. rundach jednostronnej walki, sędzia David Fields poddał Romero, ogłaszając zwycięstwo Hiszpana przez techniczny nokaut.

### Lista walk na zawodowym ringu
| Wynik     | Rekord | Przeciwnik                  | Werdykt | Runda | Data       | Miejsce                   | Uwagi                                         |
| --------- | ------ | --------------------------- | ------- | ----- | ---------- | ------------------------- | --------------------------------------------- |
| Wygrana   | 25-1   | Gustavo Sandoval            | TKO     | 4/10  | 24.10.2014 | Barranquilla, Kolumbia    |                                               |
| Wygrana   | 24-1   | Julio Gómez                 | TKO     | 3/8   | 19.09.2014 | Barranquilla, Kolumbia    |                                               |
| Przegrana | 23-1   | Kiko Martínez               | TKO     | 6/12  | 17.08.2013 | Atlantic City, USA        | Stracił pas IBF w wadze super koguciej.       |
| Wygrana   | 23-0   | Alejandro Lopez             | SD      | 12/12 | 16.02.2013 | Tijuana, Meksyk           | Zdobył pas IBF w wadze super koguciej.        |
| Wygrana   | 22-0   | Efrain Esquivias            | UD      | 12/12 | 21.09.2012 | Kalifornia, USA           | IBF eliminator w wadze super koguciej.        |
| Wygrana   | 21-0   | Adolfo Landeros             | UD      | 8/8   | 11.05.2012 | Kalifornia, USA           |                                               |
| Wygrana   | 20-0   | Chris Avalos                | SD      | 10/10 | 02.12.2011 | Kalifornia, USA           | Romero liczony w 1 rundzie.                   |
| Wygrana   | 19-0   | Luis Zambrano               | TKO     | 2/8   | 27.10.2011 | Barranquilla, Kolumbia    |                                               |
| Wygrana   | 18-0   | Cecilio Santos              | UD      | 6/6   | 24.06.2011 | Kalifornia, USA           | Romero liczony w 2 rundzie.                   |
| Wygrana   | 17-0   | Rufino Valdez               | KO      | 1/8   | 30.04.2011 | Puerto Columbia, Kolumbia |                                               |
| Wygrana   | 16-0   | Jean Javier Sotelo          | UD      | 10/10 | 25.03.2011 | Cartagena, Kolumbia       |                                               |
| Wygrana   | 15-0   | Mario Macias                | UD      | 10/10 | 05.02.2011 | Cartagena, Kolumbia       | Zdobył pas WBO Latino w wadze super koguciej. |
| Wygrana   | 14-0   | Julio Gomez                 | TKO     | 2/8   | 15.12.2010 | Barranquilla, Kolumbia    |                                               |
| Wygrana   | 13-0   | Manuel Hernandez            | KO      | 2/10  | 17.11.2010 | Barranquilla, Kolumbia    |                                               |
| Wygrana   | 12-0   | Rufino Valdez               | KO      | 2/10  | 27.08.2010 | Barranquilla, Kolumbia    |                                               |
| Wygrana   | 11-0   | Jose Palma                  | UD      | 10/10 | 25.06.2010 | Puerto Colombia, Kolumbia | Zdobył mistrzostwo kraju w wadze piórkowej.   |
| Wygrana   | 10-0   | Julio Gomez                 | KO      | 1/8   | 04.06.2010 | Barranquilla, Kolumbia    |                                               |
| Wygrana   | 9-0    | Jose Miguel Payares         | UD      | 8/8   | 16.04.2010 | Barranquilla, Kolumbia    |                                               |
| Wygrana   | 8-0    | Daniel Romero               | KO      | 1/6   | 05.03.2010 | Atlántico, Kolumbia       |                                               |
| Wygrana   | 7-0    | Hermin Isava                | UD      | 8/8   | 19.11.2009 | Medellín, Kolumbia        |                                               |
| Wygrana   | 6-0    | Jose Palacio                | TKO     | 2/6   | 23.10.2009 | Barranquilla, Kolumbia    |                                               |
| Wygrana   | 5-0    | Jesus Lora                  | TKO     | 2/6   | 11.09.2009 | Barranquilla, Kolumbia    |                                               |
| Wygrana   | 4-0    | Manuel de los Reyes Herrera | UD      | 6/6   | 17.07.2009 | Montería, Kolumbia        |                                               |
| Wygrana   | 3-0    | Luis Correa                 | KO      | 1/4   | 20.06.2009 | Barranquilla, Kolumbia    |                                               |
| Wygrana   | 2-0    | Rafael Salgado              | TKO     | 2/4   | 29.05.2009 | Barranquilla, Kolumbia    |                                               |
| Wygrana   | 1-0    | John Merino                 | KO      | 1/4   | 15.05.2009 | Puerto Columbia, Kolumbia |                                               |